# Росоман (община)
Община Росоман (мак. Општина Росоман) — община в Північній Македонії. Адміністративний центр — село Росоман. Розташована в центральній частині Македонії у складі Вардарського регіону з населенням 4 141 особа, які проживають на площі — 132,9 км².

## Населені пункти
| №  | Населений пункт | Населення, осіб (2002) |
| -- | --------------- | ---------------------- |
| 1  | Дебриште        | 92                     |
| 2  | Камен-Дол       | 91                     |
| 3  | Крушевиця       | 5                      |
| 4  | Манастирець     | 321                    |
| 5  | Мрзен-Ораовець  | 5                      |
| 6  | Паликура        | 183                    |
| 7  | Рибарці         | 41                     |
| 8  | Росоман         | 2554                   |
| 9  | Сирково         | 603                    |
| 10 | Трстеник        | 246                    |

| Північна Македонія | Це незавершена стаття з географії Північної Македонії. Ви можете допомогти проєкту, виправивши або дописавши її. |